# Gamzigrad
Gamzigrad (srpski: Гамзиград; latinski: Felix Romuliana) je odmaralište u Srbiji koje se nalazi južno od rijeke Dunav, u blizini grada Zaječara. U središtu Gamzigrada leže ostaci ogromnog rimskog kompleksa Felix Romuliana s kraja 4. stoljeća, jednog od najvažnijih kasnorimskih lokaliteta u Europi. 

## Povijest
Osnovao ju je i izgradio jedan od tetrarha, car Galerije, usvojeni sin i zet velikog cara Dioklecijana. Galerije je započeo izgradnju 289. godine (nakon pobjede nad Perzijancima kojom se proslavio) na mjestu svog rođenja. Ime palači  „Felix Romuliana“ dao je u spomen svoje majke Romule, koja je bila svećenica poganskog kulta. Kompleks hramova i palača je služio trima glavnim svrhama: kao mjesto obožavanja majčine božanske osobnosti, spomenik carskim djelima i luksuzna vila gdje se Galerije povukao nakon svoje abdikacije. Romuliana je preživjela stoljeća sve do pljačkaškog pohoda Huna polovicom 5. stoljeća. Kasnije je palača postala skromna naseobina seljaka i obrtnika, da bi na posljetku bila napuštena s dolaskom Slavena početkom 7. stoljeća.
Raniji istraživači su vjerovali kako se radi o rimskom vojnom kampu, zbog brojnih tornjeva i njihove veličine. Sustavna arheološka iskapanja provedena od 1953. god. otkrila su da se zapravo radi o carskoj palači. Arhaeološka iskapanja unutar utvrde su otkrila ostatke dvorskih zgrada s iznimno vrijednim mozaicima, kupaonicama i impresivnim portalima. Nekoliko vrijednih skupina rimskih zlatnika su iskopane na lokaciji, na kojoj se još uvijek iskapaju nova rimska blaga i predmeti. 
Među najvažnijim nalazima s ove lokacije su portreti rimskih careva koji su isklesani od egipatskog purpurnog kamena - porfira i novčići kojima je moguće precizno datirati kompleks. 
Za vrijeme 31. zasjedanja Unescove skupštine u Christchurchu, Novi Zeland, od 23. lipnja do 2. srpnja 2007. godine, Skupština svjetske baštine je odlučila da se lokalitet „Gamzigrad-Romuliana“, Palača cara Galerija, upiše na popis mjesta svjetske baštine u Europi.
Gamzigrad je danas popularno turistička lokacija na „Putu rimskih careva“ koji povezuje rodna mjesta 17 rimskih Careva koji su rođeni na teritoriju današnje Srbije. Tri rimska cara rođeni su u blizini Gamzigrada, u današnjoj općini Zaječar:
- Galerije – vladao od 293. – 311.
- Maksimin Daja – vladao od 305. – 312.
- Licinije – vladao od 308. – 324.

## Vanjske poveznice

### Ostali projekti
|  | Zajednički poslužitelj ima još gradiva o temi Gamzigrad |